# 内田けんじ
内田 けんじ（うちだ けんじ、1972年9月8日 - ）は、日本の映画監督、脚本家。神奈川県川崎市多摩区出身。生田東高等学校、サンフランシスコ州立大学芸術学部映画科卒業。

## 人物
高校卒業後、アメリカに留学し、サンフランシスコ州立大学芸術学部映画科で映画を学んだ。
友人たちと撮った自主映画作品『WEEKEND BLUES』がぴあフィルムフェスティバルのPFFアワード2002に入選し、企画賞(TBS賞)、ブリリアント賞(日活賞)をW受賞。この作品では俳優としても出演した（主人公の親友役）。
第58回カンヌ国際映画祭で4賞（フランス作家協会賞(脚本賞)、最優秀ヤング批評家賞、最優秀ドイツ批評家賞、鉄道員賞(金のレール賞)）を獲得した、第14回PFFスカラシップ作品『運命じゃない人』DVD収録の特典映像の中の、いとうせいこうとの対談において、「僕はわかりやすい映画が大好きで、ビデオのコレクションも『ローマの休日』など、わかりやすいものばかりだ」「電車の中でアイディアがひらめくと、それを実演してしまい、周囲の人から変な目で見られるため、“僕はそういう人なんです”という演技を続ける」などと発言した。
高橋酒造「白岳」のCM制作でも、アジア・パシフィック広告賞で銀賞を受賞した。

## 監督・脚本作品

### 映画
- WEEKEND BLUES（2001年、監督・脚本・出演）
- 運命じゃない人（2005年、監督・脚本）
- アフタースクール（2008年、監督・脚本）
- 鍵泥棒のメソッド（2012年、監督・脚本）
- 点描のしくみ Queen of Hearts（2012年、監督・脚本）

### テレビアニメ
- 名探偵コナン 江戸川コナン失踪事件 〜史上最悪の2日間〜（2014年、脚本）[3]　※「鍵泥棒のメソッド」のシーンがいくつか登場する

### CM
- 高橋酒造「白岳」（2007年、監督）

### PV
- monobright 「あの透明感と少年」（2008年、監督）
- JYONGRI 「Winter Love Story」（2011年、監督）
- 乃木坂46 「何度目の青空か?」（2014年、監督）

## 受賞

### 映画
- 『WEEKEND BLUES』
  - ぴあフィルムフェスティバル PFFアワード入選
- 『運命じゃない人』
  - 第58回カンヌ国際映画祭
    - フランス作家協会賞(脚本賞)
    - 最優秀ヤング批評家賞
    - 最優秀ドイツ批評家賞
    - 鉄道員賞(金のレール賞)

  - 第48回ブルーリボン賞 スタッフ賞
  - 第27回ヨコハマ映画祭 新人監督賞
  - 第60回毎日映画コンクール 脚本賞
  - 第30回報知映画賞 最優秀監督賞
  - 第79回キネマ旬報ベスト・テン 日本映画脚本賞
  - 2005年度新藤兼人賞 優秀新人監督賞（銀賞）
- 『アフタースクール』
  - 第32回日本アカデミー賞 優秀脚本賞[4]
- 『鍵泥棒のメソッド』
  - 第34回ヨコハマ映画祭脚本賞
  - 第86回キネマ旬報ベスト・テン 日本映画脚本賞[5]
  - 第55回ブルーリボン賞 監督賞[6]
  - 第36回日本アカデミー賞 最優秀脚本賞
  - 第63回芸術選奨文部科学大臣賞映画部門（2012年）[7]

### その他
- 高橋酒造「白岳」CM
  - 2007年アジア・パシフィック広告賞 銀賞